# Marcelo Daniel Colombo
Marcelo Daniel Colombo (Buenos Aires, 27 marzo 1961) è un arcivescovo cattolico argentino, dal 22 maggio 2018 arcivescovo metropolita di Mendoza.

## Biografia
Marcelo Daniel Colombo è nato il 27 marzo 1961 a Buenos Aires.

### Formazione e ministero sacerdotale
Ha compiuto gli studi primari e poi quelli secondari presso il Collegio San Francisco de Sales nella città natia, dove ha conseguito il titolo di perito mercantile. Sentendo maturare la vocazione al sacerdozio, nel 1982 si è iscritto al seminario di Quilmes, frequentando contemporaneamente la Facoltà teologica di Buenos Aires nel quartiere di Villa Devoto per gli studi in filosofia ed il Centro di studi filosofici e teologici di Quilmes per quelli di teologia. Ha ricevuto l'ordinazione sacerdotale il 16 dicembre 1988, nella cattedrale dell'Immacolata Concezione a Quilmes, per imposizione delle mani di Jorge Novak, S.V.D., vescovo di Quilmes; si è incardinato, ventisettenne, come presbitero della medesima diocesi.
Poco dopo l'ordinazione ha iniziato il ministero pastorale come vicario parrocchiale della cattedrale di Quilmes e formatore del seminario diocesano, dove era stato studente, mentre nel 1989 ha concluso anche gli studi di giurisprudenza presso l'Università di Buenos Aires, ottenendo il titolo di avvocato. Nel 1990 ha cominciato a servire come amministratore parrocchiale a Bernal ed in seguito si è trasferito a Roma, in Italia, dove ha studiato alla Pontificia università "San Tommaso d'Aquino" per conseguire il dottorato in diritto canonico. Al suo rientro in patria, nel 1994 è divenuto per un triennio direttore pastorale della parrocchia di Nostra Signora di Itati a Berazategui ed in ambito del seminario diocesano di Quilmes è divenuto prima vicerettore nel 1995 e poi rettore nel 1996.
In ambito diocesano è stato anche direttore del Movimento "Encuentro Matrimonial" nel 1997, membro del Consiglio per gli Ordini nel 2000, assessore legale e tecnico della Curia diocesana nel 2001, pro-vicario episcopale per l'educazione nel 2002, membro del Collegio dei consultori nel 2004, assistente del Segretariato per la famiglia  nel 2005 e vicario episcopale per l'evangelizzazione nel 2007. Dal 1991 ha fatto parte del Consiglio presbiterale e, dal 1995, di quello pastorale; dal 1996 al 2001 ha ricoperto l'incarico di giudice del Tribunale ecclesiastico interdiocesano "C" (La Plata).
Fino alla promozione episcopale è stato, oltre che parroco della cattedrale e rettore del seminario di Quilmes, professore straordinario presso la Facoltà di diritto canonico della Pontificia università cattolica argentina e delegato episcopale presso l'Università Cattolica di La Plata.

### Ministero episcopale
L'8 maggio 2009 papa Benedetto XVI lo ha nominato, quarantottenne, vescovo di Orán; è succeduto ad Jorge Rubén Lugones, S.I., trasferito alla sede di Lomas de Zamora il 14 ottobre 2008. Ha ricevuto la consacrazione episcopale l'8 agosto seguente, davanti alla cattedrale dell'Immacolata Concezione a Quilmes, per imposizione delle mani di Luis Teodorico Stöckler, vescovo di Quilmes, assistito dai co-consacranti Mario Antonio Cargnello, arcivescovo metropolita di Salta, e monsignor Lugones, suo predecessore. Ha preso possesso della diocesi durante una cerimonia svoltasi nella cattedrale di San Raimondo Nonnato a San Ramón de la Nueva Orán il 22 agosto successivo. Come suo motto episcopale ha scelto Conságralos en la verdad, che tradotto vuol dire "Consacrali nella verità".
Il 9 luglio 2013 papa Francesco lo ha trasferito, cinquantaduenne, come vescovo di La Rioja; è succeduto al settantaseienne Roberto Rodríguez, contestualmente dimissionario per raggiunti limiti d'età dopo sette anni di governo pastorale. Ha preso possesso della diocesi durante una cerimonia svoltasi nella cattedrale di San Nicola di Bari il 7 settembre seguente.
È stato ricevuto in udienza dal pontefice tre volte: il 1º febbraio 2016, il 9 giugno 2017 ed il 3 febbraio 2018.
Il 7 novembre 2017 è stato eletto secondo vicepresidente della Conferenza episcopale dell'Argentina, succedendo a Mario Antonio Cargnello, arcivescovo metropolita di Salta. In ambito della medesima assemblea è membro anche delle Commissioni di pastorale sociale, della pastorale aborigena, per l'apostolato dei laici, la pastorale familiare e del Consiglio per gli affari economici.
Il 22 maggio 2018 il pontefice lo ha promosso, cinquantasettenne, arcivescovo metropolita di Mendoza; è succeduto a Carlos María Franzini, deceduto l'8 dicembre 2017 all'età di sessantasei anni. Il 29 giugno, giorno della solennità dei Santi Pietro e Paolo, si è recato nella basilica di San Pietro in Vaticano, dove il papa gli ha consegnato il pallio, simbolo di comunione tra il metropolita e la Santa Sede, che gli è stato imposto in una cerimonia successiva. Ha preso possesso dell'arcidiocesi durante una cerimonia svoltasi nella cattedrale di Nostra Signora di Loreto a Mendoza l'11 agosto seguente.
Il 16 maggio 2019 si è recato in Vaticano, assieme agli altri membri dell'episcopato argentino, per la visita ad limina apostolorum, allo scopo di discutere con il pontefice della situazione e dei problemi relativi alla sua arcidiocesi.
Dal 12 novembre 2024 è presidente della Conferenza episcopale dell'Argentina. In precedenza è stato secondo vicepresidente dal 7 novembre 2017 al 9 novembre 2021 e vicepresidente della stessa dal 7 novembre 2021 al 12 novembre 2024.

## Genealogia episcopale e successione apostolica
La genealogia episcopale è:
- Cardinale Scipione Rebiba
- Cardinale Giulio Antonio Santori
- Cardinale Girolamo Bernerio, O.P.
- Arcivescovo Galeazzo Sanvitale
- Cardinale Ludovico Ludovisi
- Cardinale Luigi Caetani
- Cardinale Ulderico Carpegna
- Cardinale Paluzzo Paluzzi Altieri degli Albertoni
- Papa Benedetto XIII
- Papa Benedetto XIV
- Papa Clemente XIII
- Cardinale Marcantonio Colonna
- Cardinale Giacinto Sigismondo Gerdil, B.
- Cardinale Giulio Maria della Somaglia
- Cardinale Carlo Odescalchi, S.I.
- Cardinale Costantino Patrizi Naro
- Cardinale Lucido Maria Parocchi
- Papa Pio X
- Papa Benedetto XV
- Papa Pio XII
- Cardinale Eugène Tisserant
- Papa Paolo VI
- Vescovo Desiderio Elso Collino
- Vescovo Luis Teodorico Stöckler
- Arcivescovo Marcelo Daniel Colombo

La successione apostolica è:
- Vescovo Enrique Alberto Martínez Ossola (2017)